# یوآنینا
یوآنینا شهری واقع در غرب کشور یونان است.